# Hasbaya
Hasbaya  (in arabo  حاصبيا‎?), è una città e comune del Libano, di circa 7 000 abitanti, capoluogo del distretto di Hasbaya. Si trova nel sud del paese, a circa 114 km da Beirut, ai piedi del monte Hermon, con vista su un profondo anfiteatro in cui scorre il fiume Hasbani.